# Pyrogaster grylloides
Pyrogaster grylloides is een keversoort uit de familie glimwormen (Lampyridae). De wetenschappelijke naam van de soort werd voor het eerst geldig gepubliceerd in 1853 door Motschulsky.